# Općina Šmartno pri Litiji
Općina Šmartno pri Litiji (slo.: Občina Šmartno pri Litiji) je općina u središnjoj Sloveniji u pokrajini Dolenjskoj i statističkoj regiji Središnja Slovenija. Središte općine je naselje Šmartno pri Litiji s 1.456 stanovnika. 

## Zemljopis
Općina Šmartno pri Litiji nalazi se u središnjem dijelu države, istočno od Ljubljane. Općina se pruža južno od rijeke Save, na južnim ogranicima Posavskog Hribovja.
U općini vlada umjereno kontinentalna klima. U općini nema značajnijih vodotoka. Svi mali vodotoci u općini su potoci rijeke Save.

## Naselja u općini
Bogenšperk, Bukovica pri Litiji, Cerovica, Črni Potok, Dolnji Vrh, Dragovšek, Dvor, Gornji Vrh, Gozd-Reka, Gradišče pri Litiji, Gradišče, Gradiške Laze, Jablaniške Laze, Jablaniški Potok, Jastrebnik, Javorje, Jelša, Ježce, Ježni Vrh, Kamni Vrh pri Primskovem, Koške Poljane, Leskovica pri Šmartnem, Liberga, Lupinica, Mala Kostrevnica, Mala Štanga, Mihelca, Mišji Dol, Mulhe, Obla Gorica, Podroje, Poljane pri Primskovem, Preska nad Kostrevnico, Primskovo, Račica, Razbore, Riharjevec, Selšek, Sevno, Spodnja Jablanica, Stara Gora pri Velikem Gabru, Ščit, Šmartno pri Litiji, Štangarske Poljane, Velika Kostrevnica, Velika Štanga, Vinji Vrh, Vintarjevec, Višnji Grm, Volčja Jama, Vrata, Zagrič, Zavrstnik, Zgornja Jablanica

## Vanjske poveznice
- Službena stranica općine